# Grumo (San Michele all'Adige)
Grumo è una frazione del comune di San Michele all'Adige in provincia autonoma di Trento.

## Storia
Grumo è menzionato per la prima volta nel 1174 quale "Grumo" nel cartulario del convento agostiniano di S. Michele all'Adige, in occasione di una donazione da parte dei conti di Appiano. Grumo è stato un comune italiano istituito nel 1920 in seguito all'annessione della Venezia Tridentina al Regno d'Italia. Nel 1928 è stato aggregato al comune di San Michele all'Adige.

## Monumenti e luoghi d'interesse
- Chiesa dell'Immacolata (1865), l'edificio è stato costruito dove sorgeva una chiesa del 1515 dedicata ai santi Nicolò e Anna.[3]

## Infrastrutture e trasporti
Grumo dispone della stazione di Grumo-San Michele che si trova sulla linea ferroviaria Trento-Malé-Mezzana.